# Rockstar Lincoln
Rockstar Lincoln (precedentemente Spidersoft e Tarantula Studios) è un'azienda britannica specializzata nella localizzazione e nel controllo della qualità dei videogiochi. È una sussidiaria di Rockstar Games.

## Storia
Lo studio è stato fondato nel 1997 come sussidiaria di Take Two Interactive. Tra i videogiochi sviluppati risultano Las Vegas Cool Hand, i porting per Game Boy Color di Space Station Silicon Valley, Grand Theft Auto e Grand Theft Auto II, e il porting di Hidden & Dangerous per PlayStation.
Nel 2002 la società è stata rinominata Rockstar Lincoln e trasferita sotto il controllo di Rockstar Games, che lo ha trasformato in uno studio specializzato nel controllo della qualità e della localizzazione dei videogiochi editi da Rockstar.

## Videogiochi
| Videogioco                                     | Anno di pubblicazione | Piattaforme              |
| ---------------------------------------------- | --------------------- | ------------------------ |
| Las Vegas Cool Hand                            | 1998                  | Game Boy, Game Boy Color |
| Montezuma's Return!                            | 1998                  | Game Boy, Game Boy Color |
| Rats!                                          | 1998                  | Game Boy, Game Boy Color |
| Space Station Silicon Valley                   | 1998                  | Game Boy Color           |
| Hollywood Pinball                              | 1999                  | Game Boy Color           |
| Jim Henson's Muppets                           | 1999                  | Game Boy Color           |
| Grand Theft Auto                               | 1999                  | Game Boy Color           |
| Austin Powers: Oh, Behave!                     | 2000                  | Game Boy Color           |
| Austin Powers: Welcome To My Underground Lair! | 2000                  | Game Boy Color           |
| Grand Theft Auto II                            | 2000                  | Game Boy Color           |
| Kiss Pinball                                   | 2001                  | PlayStation              |
| Hidden & Dangerous                             | 2001                  | PlayStation              |